# Кловис (культура)

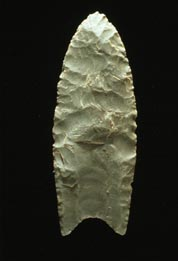
Наконечник копья культуры Кловис

Культура Кло́вис — археологическая культура каменного века, распространённая на территории Северной и Центральной Америки. Её начало связывают с появлением характерных для неё наконечников копий 13,4 тыс. лет назад (11,4 тыс. лет до н. э.), а конец — с началом похолодания поздний дриас 12,8 тыс. лет назад (10,8 тыс. лет до н. э.), а также с массовым вымиранием мамонтовой фауны в Северной Америке. Ранние источники датировали эту культуру более поздним периодом: 9500—9000 годами до нашей эры. Новые радиоуглеродные датировки с 10 стоянок в США показали, что орудия культуры Кловис изготавливались всего около 300 лет — в период с ~13 050 до ~12 750 лет до настоящего времени (калиброванная дата). Охотники и собиратели, переправившиеся через Берингию из Сибири в Северную Америку и заселившие её, являются генетическими предками людей Кловис, и, через Кловис, предками индейских племён.
Считается первой общепризнанной археологической культурой в Северной Америке.

## Описание

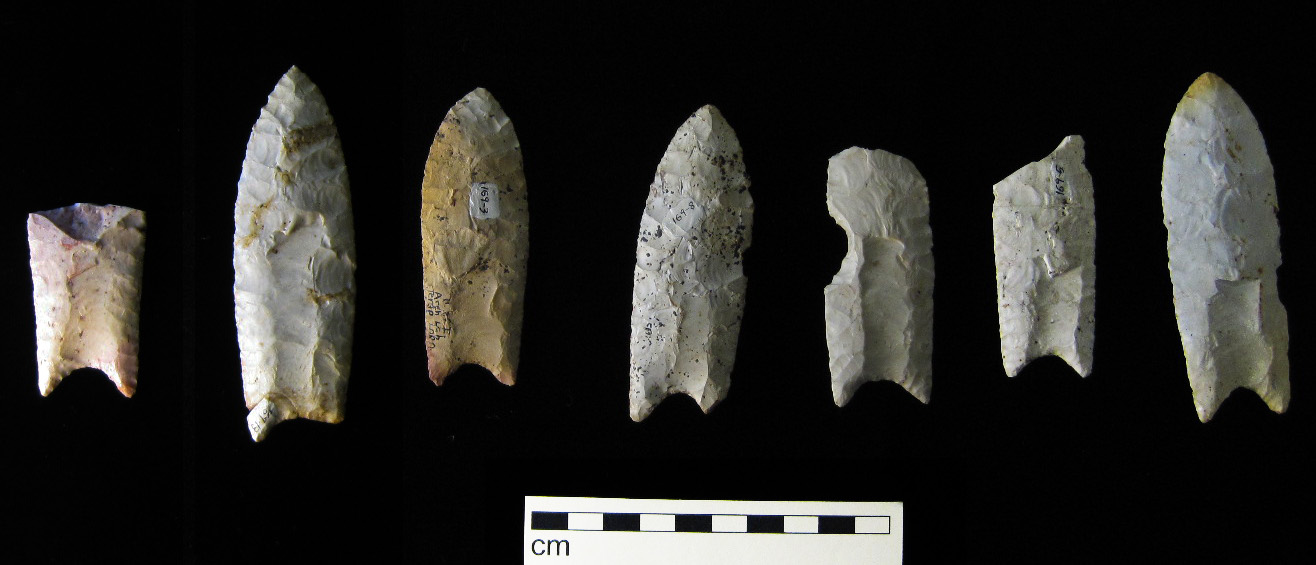
Коллекция наконечников копья культуры Кловис

Датировки распространения культуры Кловис по Северной Америке находятся в процессе уточнения. Распространение этой культуры ранее датировалось 9500-9000 годами до н. э. Начало заселения Америки человеком, согласно последним данным, датируется как 16—15 тыс. лет назад, наиболее ранние находки орудий Кловис — 13 400 лет назад (участки Эль-Фин-дель-Мундо в штате Сонора (Мексика) и Обри в округе Дентон в штате Техас (США)). Расцвет культуры, представленный наибольшим числом находок, приходится примерно на период с 13,2 до 12,9 тыс. лет назад, во время Аллерёдского потепления.
Люди культуры Кловис были кочевыми охотниками и собирателями. Основным занятием была охота на крупную дичь (мамонты, мастодонты). На стоянках находятся кости мамонтов, бизонов, американских мастодонтов, кювьерониусов, оленей, кроликов и других млекопитающих. Всего известно более 125 видов растений и животных, используемых людьми Кловис. Мамонты и мастодонты были излюбленной добычей охотников Кловис. При раскопках было обнаружено, как минимум 12 мест массового «забоя и разделки хоботных», что считается очень большим числом для такой кратковременной культуры, как Кловис. 
Характеризуется каменными оббитыми ланцетовидными наконечниками копий с продольными желобками на обеих поверхностях и вогнутым основанием, иногда в форме рыбьего хвоста. Изготавливались наконечники из кремня и обсидиана.

## Открытие культуры
Данная культура получила своё название благодаря немногочисленным артефактам, найденным рядом с городом Кловис (штат Нью-Мексико) в 1936 и 1937 годах, хотя местные жители сообщали о находках ещё в 20-х годах. Позже стоянки этой культуры были найдены во многих участках США и Мексики. Эта культура считается прародительницей всех американских аборигенов.

## Исчезновение
Общепринятой версии исчезновения культуры Кловис нет, закат культуры связывается с похолоданием времён позднего дриаса, вымиранием кормовой базы из-за резких изменений климата, а также вследствие истребления мамонтовой фауны охотниками Кловис.
В качестве причин похолодания рассматривалось импактное событие позднего дриаса — падение кометы или метеорита 12,9 тыс. лет назад (10,8 тыс. лет до н. э.). Исследования 2013 года вновь рассматривают «кометную» версию.
В 2007 году американский химик Ричард Файерстоун, работающий в Национальной лаборатории Лоуренса в Беркли, объявил о предполагаемом падении космического объекта 12,9 тыс. лет назад. Идея Файерстоуна была основана на исследованиях археолога Уильяма Топпинга, который обнаружил в отложениях ледникового периода на территории Мичигана микроскопические сферы — металлические частицы, непохожие на обычные земные магнетиты. По мнению исследователей, в результате падения кометы произошло неожиданное похолодание, вымерли мамонты и другие представители мегафауны, а также значительная часть людей Кловис, исчезновение археологических свидетельств жизни которых совпадает с периодом сразу после падения кометы.
Однако в 2009 году палеоэкологи Джек Уильямс и Жаклин Джилл из Висконсинского университета в Мадисоне нашли новые доказательства того, что массовое вымирание крупных травоядных 14—11 тыс. лет назад не было связано с похолоданием и началось задолго до предполагаемого падения кометы, в период Бёллинг-аллерёдского потепления и повышения влажности климата 14,8—13,7 тыс. лет назад. В конце плейстоцена климат ещё не изменился настолько, чтобы произошёл сдвиг в экосистеме и животные вымерли от холода и голода. Это доказывается тем, что деревья, напротив, разрослись.
«Кометная» гипотеза не может объяснить, почему выжили другие, более мелкие представители мегафауны Северной Америки (овцебыки, бизоны, северные олени), а также мамонты на о. Врангеля и о-вах Прибылова, вымершие лишь около 4 тыс. лет назад. Импактного кратера так и не было найдено. Вымирание мегафауны произошло не в одночасье, как это должно было произойти при ударе метеорита или взрыве кометы, а в течение десятка тысяч лет до и после предполагаемой кометы. Глобальное вымирание мегафауны, согласно большинству находок, началось 24—20 тыс. лет назад, пик вымирания пришелся на период потепления 14,8—13,7 тыс. лет назад, ещё до падения метеорита и похолодания (12,9 тыс. лет назад), и завершилось позже, около 11—4 тыс. лет назад.
Постепенное вымирание мамонтовой фауны началось задолго до исчезновения культуры Кловис, и пик вымирания мамонтов пришелся как раз на период расцвета этой культуры, что могло быть связано с охотой людей на мегафауну. «В Северной Америке происходило одновременное вымирание мамонтов и расцвет культуры первопоселенцев Кловис. Сложно сказать, насколько эти события связаны, но такая вероятность существует», — считает Джек Уильямс. Первые люди 15 тыс. лет назад застали стада абсолютно непуганых крупных травоядных млекопитающих (мамонтов, мастодонтов), ранее не знакомых с человеком. За 2000 лет, люди, быстро размножившись в условиях изобилия дичи, вполне имели возможность всех их перебить. «Можно было подходить и вплотную колоть этих зверей, и они даже не понимали, что происходит.» — пишет антрополог Станислав Дробышевский.
В 2010 году американские археологи Вэнс Холлидей из университета Аризоны и Дэвид Мельцер из Южного методистского университета пришли к выводу, что гибель людей Кловис была вызвана не кометой, в частности «произошло воздействие внеземного объекта или нет, это вопрос тестирования геологической летописи. В том же, что касается археологических свидетельств, влияние внеземных объектов — это ненужное решение несуществующей археологической проблемы». Как отмечают учёные, уменьшение количества исторических свидетельств легко объяснимо и совершенно не связано с падением кометы, а датировки падения кометы или метеорита и начала вымирания людей и мамонтов не совпадают. В 2017 году учёные из США вновь высказались за «кометную» версию, изучив с помощью спектрального анализа осадочные породы возрастом в 12 000—13 000 лет из разных районов Северной Америки и обнаружив в них аномально большое количество платины, которое могло быть вызвано падением крупного небесного тела. Споры учёных по определению причин исчезновения культуры Кловис продолжаются, вероятнее всего, что повлияли несколько факторов одновременно.
Однако, несмотря на изменения климата и другие катаклизмы, на недоступных для древнего человека островах Сибири и Аляски (о. Св. Павла, о. Врангеля) мамонты жили ещё спустя 5000 лет после вымирания на материке (3,7—5,6 тыс. лет. назад), что может свидетельствовать в пользу версии охоты человека на мегафауну. В 2024 году изотопные исследования ископаемых костей представителя культуры Кловис, мальчика Anzick-1 (англ.), показали, что основу питания его матери (около 40 % рациона) составляло мясо мамонтов Колумба, что стало подтверждением вероятной причастности людей Кловис к истреблению мамонтов в Северной Америке. Палеогенетические исследования также опровергают вымирание людей Кловис, так как современные индейские народы являются их прямыми генетическими потомками.
Предполагается, что люди культуры Кловис дали начало культуре Фолсом («охотники на бизонов») или были ею ассимилированы. Уменьшение и укорачивание каменных наконечников копий, ставших характерными для культуры Фолсом, могло быть связано с постепенным исчезновением мегафауны, выбитой охотниками Кловис и вымершей из-за климатических сдвигов, и переходом древних охотников на охоту на бизонов — почти единственных представителей плейстоценовой мегафауны, переживших позднечетвертичное вымирание в Северной Америке.

## Теория «Кловис первые»

Карта Америки показывает стоянки датируемые до культуры Кловис.

Теория, известная под названием «Кловис первые», являлась преобладающей среди археологов со второй половины XX века. Она подразумевала, что представители культуры Кловис были первыми жителями Северной и Южной Америк. Позднее датировки первого появления людей на Американском континенте были скорректированы и теория «Кловис первые» считается во многом опровергнутой. Согласно общепринятой в настоящее время теории, первые люди пересекли существовавший на месте нынешнего Берингова пролива сухопутный мост из Сибири в Аляску в период понижения уровня моря во время последнего ледникового максимума 24—22 тыс. лет назад, а затем, после отступления ледников на Аляске, 15—16 тыс. лет назад продолжили свой путь на юг через прибрежный коридор.
Некоторые археологи пытались объявить более древними ряд других археологических памятников, таких как Шегианда в Канаде или петроглифы Серра-да-Капивара в Бразилии, однако их датировка не подтверждена и до сих пор является предметом дебатов.
В 2013 году международная группа ученых прочитала геном единственного известного представителя культуры Кловис — двухлетнего мальчика Анзик-1 (en:Anzick-1), жившего 12,5 тысяч лет назад на территории нынешнего штата Монтана. Его Y-хромосома относится к гаплогруппе Q-L54*(xM3), а митохондриальная — к гаплогруппе D4h3a. Качество ДНК позволило прочитать геном 14 раз, что гарантирует низкий уровень ошибок. Сравнение полученных последовательностей с известными геногеографическими данными показывает, что представители культуры Кловис были генетическими предками современных индейцев Северной и Южной Америки и, соответственно, являются родственниками азиатов Сибири и Дальнего Востока.
В 2014 году группой учёных под руководством палеонтолога Джеймса Чаттерса были опубликованы результаты исследования скелета 15-летней девочки, жившей предположительно 13 тыс. лет назад и обнаруженной в 2007 году в затопленной пещере Ойо-Негро на полуострове Юкатан. Учёными была исследована митохондриальная ДНК, полученная из коренных зубов девочки, и проведено её сравнение с мтДНК современных индейцев. Согласно полученным данным, представители культуры Кловис и индейцы относятся к одной и той же гаплогруппе D1, к которой принадлежат и некоторые современные народы Чукотки и Сибири.
Последние исследования показывают, что первые люди могли появиться на территории Айдахо (южнее Аляски) между 16 000 и 15 000 лет назад, то есть за 1,5—2 тыс. лет до культуры Кловис.

## Искусство
В 2006 или в 2007 году, охотником за ископаемыми окаменелостями, в окрестностях Виро-Бич (Флорида) был найден рисунок мамонта, выгравированный на кости мамонта и датированный радиоуглеродным методом возрастом около 13 000 лет. Предполагают, что это древнейший пример искусства первобытного человека в Северной Америке, возможно, относящийся к культуре Кловис.